# Deporaus podager
Deporaus podager is een keversoort uit de familie Rhynchitidae. De wetenschappelijke naam van de soort is voor het eerst geldig gepubliceerd in 1889 door Desbrochers des Loges.